# Pullimosina hirsutiphallus
Pullimosina hirsutiphallus är en tvåvingeart som beskrevs av Marshall 1986. Pullimosina hirsutiphallus ingår i släktet Pullimosina och familjen hoppflugor. Inga underarter finns listade i Catalogue of Life.